# 91 Водолія
91 Водолія (Псі1 Водолія, ψ1 Aqr) — потрійна зоряна система, що розташована приблизно за 150 світлових років (45,5 пк) від Землі в сузір'ї Водолія. Зорю можна побачити неозброєним оком (видима зоряна величина дорівнює +4,248m). Навколо головного компонента системи, 91 Водолія А, обертається, як мінімум, одна планета.

## Зірка
91 Водолія — потрійна зоря. Головний компонент являє собою помаранчевий гігант спектрального класу K0 III, зорю, яка вичерпала своє термоядерне паливо і зійшла з головної послідовності. Маса, радіус і світність зірки перевершують сонячні в 1,74, 10 і 49 разів відповідно. Температура поверхні зірки значно холодніша від сонячної: вона становить 4603 K, що і додає зірці помаранчевого кольору. Зона, придатна для життя в цій системі перебуває на рівні 6-7 а.о.
На відстані близько 50 кутових секунд (2250 а.о) від головного компонента розташована система з двох зірок, 91 Водолія В і С. Вони розділені між собою відстанню 0,3 кутової секунди. Компонент B являє собою слабкий помаранчевий карлик спектрального класу K3 V, з видимою зоряною величиною +9,62m. 91 Водолія С — тьмяний білий карлик класу DA із зоряною величиною +10,1m.
Відомо про існування подвійної системи CCDM J23159-0905DE. Зірки D (mv = +13) і E (mv = +14) розташовані відповідно на відстанях приблизно 80,4 і 19,7 кутової секунди від системи 91 Водолія. Поки не зрозуміло, чи пов'язані вони гравітаційно з системою 91 Водолія.

## Планетна система
2003 року група американських астрономів оголосила про відкриття екзопланети біля зорі 91 Водолія А. Планета являє собою масивний газовий гігант, з масою майже втричі більшою, ніж маса Юпітер. Вона обертається навколо батьківської зорі по майже круговій орбіті, на середній відстані 0,3 а. о. Рік на ній триває 182 земних дні. Екзопланета належить до класу гарячих юпітерів.
| Планета | Маса (MJ) | Радіус (RJ) | Період обертання (днів) | Велика напіввісь орбіти(а.о.) | Ексцентриситет орбіти |
| ------- | --------- | ----------- | ----------------------- | ----------------------------- | --------------------- |
| b       | ≥2,9      | ?           | 182                     | 0,3                           | 0                     |